# Церква Чесного Образу Божої Матері «Знамення» (Васильчики)
Це́рква Чесно́го О́бразу Бо́жої Ма́тері «Знаме́ння» — православний храм у Києві, у Васильчиках, в заміському скиту Іонівського монастиря, збудований у 1912—1913 роках та зруйнований у 1930-ті роки.

## Історія храму
У цій місцевості існував заміський скит Іонівського монастиря. 1911 року архітектор Євген Єрмаков склав проект побудову у скиту цегляного храму.
Закладено храм було у червні 1912 року, а освячено у вересні 1913 року. Храм було освячено в ім'я Чесного Образу Божої Матері «Знамення». Храм було зведено на пожертву селян Орлових. При храмі перебувало 80 ченців. Церква була п'ятибаневою, з прибудованою двоярусною дзвіницею.
Після 1920 року храм залишався діючим. Община ченців залишалася біля Васильчикової дачі й у радянський період; вона належала до традиційної («старослов'янської») орієнтації. У вересні 1929 року місцину  було передано Ветеринарно-зоотехнічному інституту для організації навчального господарства та молочної ферми. На початку 1930 року інститутом порушено питання про закриття Знам'янського храму та виселення ченців. У листопаді того ж року президія Київської міськради прийняла відповідну постанову, але ВУЦВК не затвердила її. Утім, ченців все ж таки виселили з колишньої Васильчикової дачі, яку з 1933 року займав 2-й навчальний полк. У серпні 1933 року Київський облвиконком розпорядився закрити церкву і передати її полку під клуб. У 1936 році приміщення храму ще належало військовому відомству, але невдовзі на Васильчиковому хуторі було влаштовано урядову дачу, церкву при цьому знесли.
За деякими даними, під час нацистської окупації, Іонінський монастир був відкритий, і в одному з уцілілих приміщень на цій території знову було відкрито Знам'янську церкву, де молилися сестри обителі. Проте на знімку німецької аерофоторозвідки від 18 квітня 1944 року поблизу місця колишного храму немає жодної схожої вцілілої будівлі.

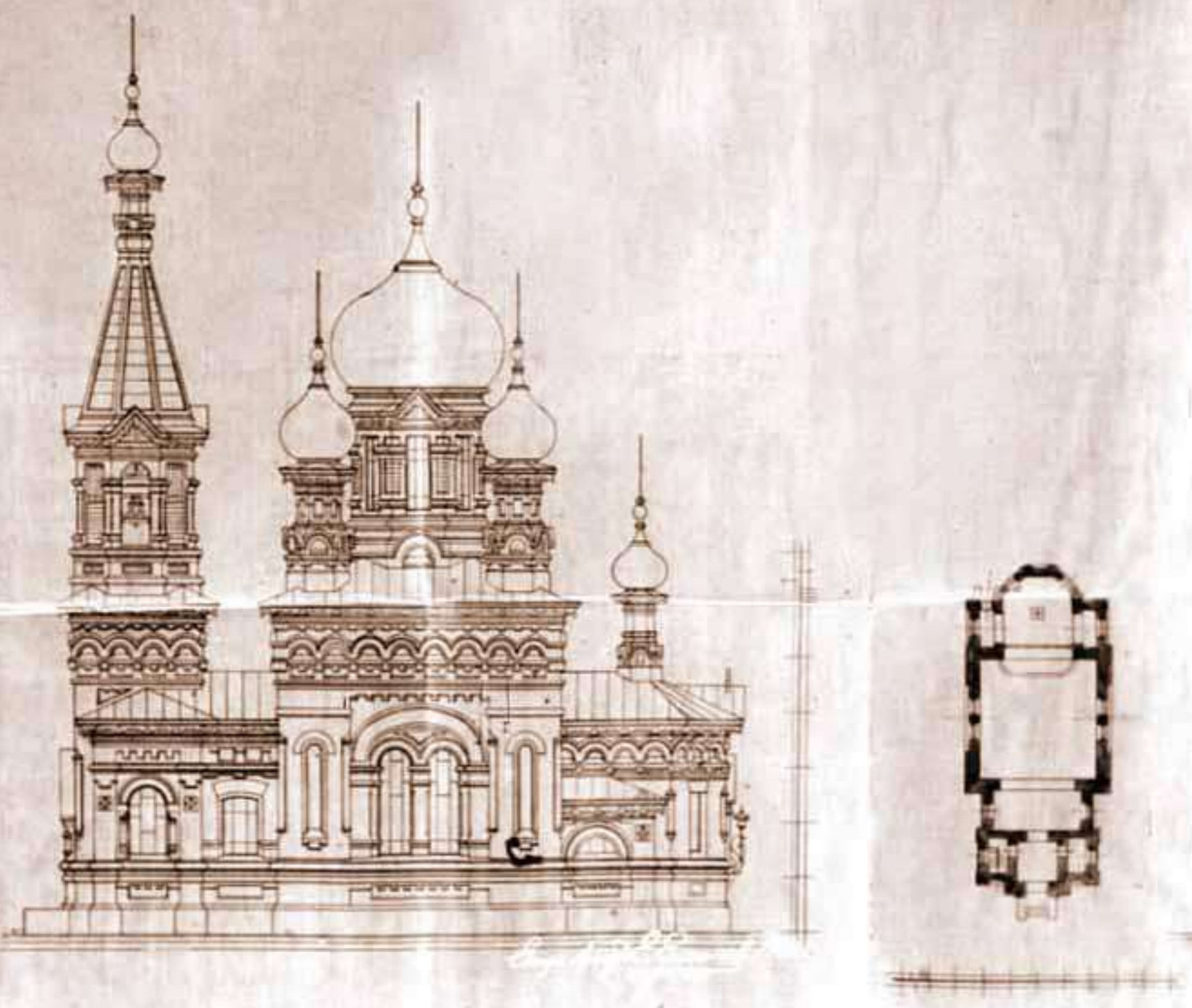
Проектне креслення церкви, 1911

## Розташування
Розташовувався поряд з теперішнім будинком № 38 по Табірній вулиці, за іншими відомостями, на території теперішнього парку «Нивки» або поряд з будинком № 46/48 по Табірній вулиці.

## Відродження церкви
На початку 1990-х років, після відновлення діяльності Іонінського монастиря, було зроблено спробу відродити Храм також на історичній території його заміського скиту, однак ні в парку «Нивки», ні в житловій зоні будівництво скиту виявилося неможливим. Натомість поряд було збудовано церкву на честь ікони Пресвятої Богородиці «Знамення», яка розташована у Шевченківському районі поблизу парку «Нивки» та приписана до Свято-Троїцького Іонінського чоловічого монастиря (адреса: вул. Табірна, 28 (парк «Нивки», за університетом «Крок»).
9 травня 2010 року у збудованому за 40 днів дерев'яному храмі було здійснено першу Божественну літургію. 22 травня 2010 року до храму було привезено чудотворну Курську-Корінну ікону «Знамення» з Нью-Йорка. 10 грудня 2012 року з благословення Блаженнішого Митрополита Київського та всієї України Володимира єпископ Обухівський Іона відсвяткував святкову Божественну літургію в день престольного свята храму.